# All Sky Automated Survey

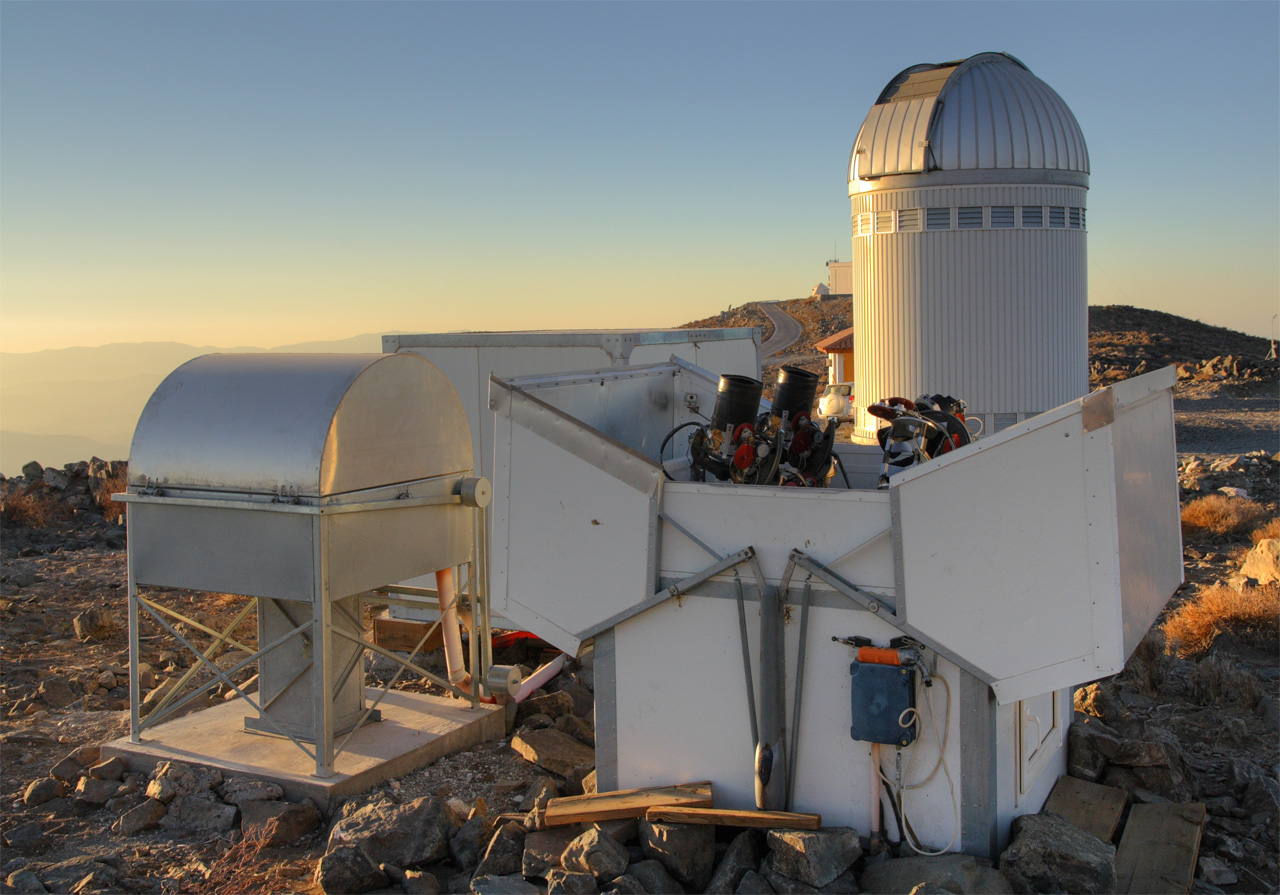
Teleskopy projektu ASAS w Obserwatorium Las Campanas, Chile. W tle budynek, w którym znajduje się teleskop projektu OGLE.

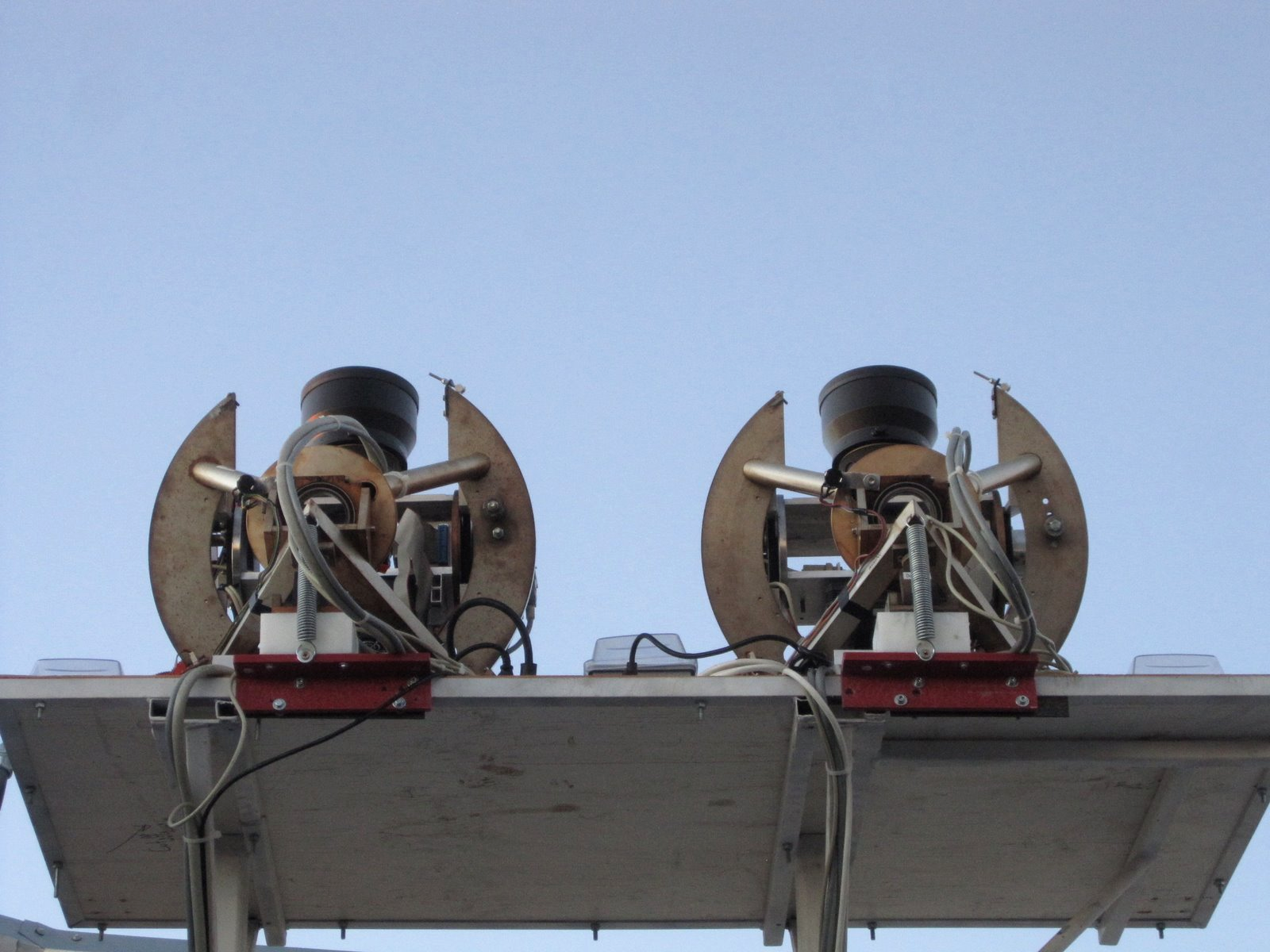
Teleskopy ASAS-North w obserwatorium na Hawajach na szczycie wulkanu Haleakalā na wyspie Maui.

All Sky Automated Survey (ASAS) – polski projekt automatycznych teleskopów stale monitorujących około 20 milionów gwiazd na całym niebie, jaśniejszych od 14 wielkości gwiazdowej. Zlokalizowany w Obserwatorium Las Campanas w Chile, ASAS jest obsługiwany przez Internet z Obserwatorium Astronomicznego Uniwersytetu Warszawskiego przez Grzegorza Pojmańskiego.